# Скарида опосум
Скаридите опосуми (Mysis relicta) са вид висши ракообразни от семейство Mysidae.
Таксонът е описан за пръв път от Свен Лудвиг Ловен през 1862 година.